# Leon Siwecki
Leon Siwecki (ur. 20 lutego 1967 w Koprzywnicy) – polski duchowny, dr hab. nauk teologicznych, profesor nadzwyczajny Instytutu Teologii Dogmatycznej Wydziału Teologii Katolickiego Uniwersytetu Lubelskiego Jana Pawła II.

## Życiorys
22 listopada 1999 obronił pracę doktorską pt. Dogmat i Historia. Rozwój dogmatów według niektórych teologów Uniwersytetu Gregoriańskiego z okresu od Encykliki "Humani generis" (1950) do Deklaracji "Mysterium Ecclesiae" (1973), otrzymując doktorat, a 27 maja 2008 habilitował się na podstawie dorobku naukowego i pracy zatytułowanej Ecclesia universalis -Ecclesia localis. Teologiczne relacje w posoborowej eklezjologii włoskiej. Pracował w Instytucie Teologicznym im. bł. Wincentego Kadłubka w Sandomierzu.
Objął funkcję profesora nadzwyczajnego w Instytucie Teologii Dogmatycznej na Wydziale Teologii Katolickiego Uniwersytetu Lubelskiego Jana Pawła II.